# SGI O2

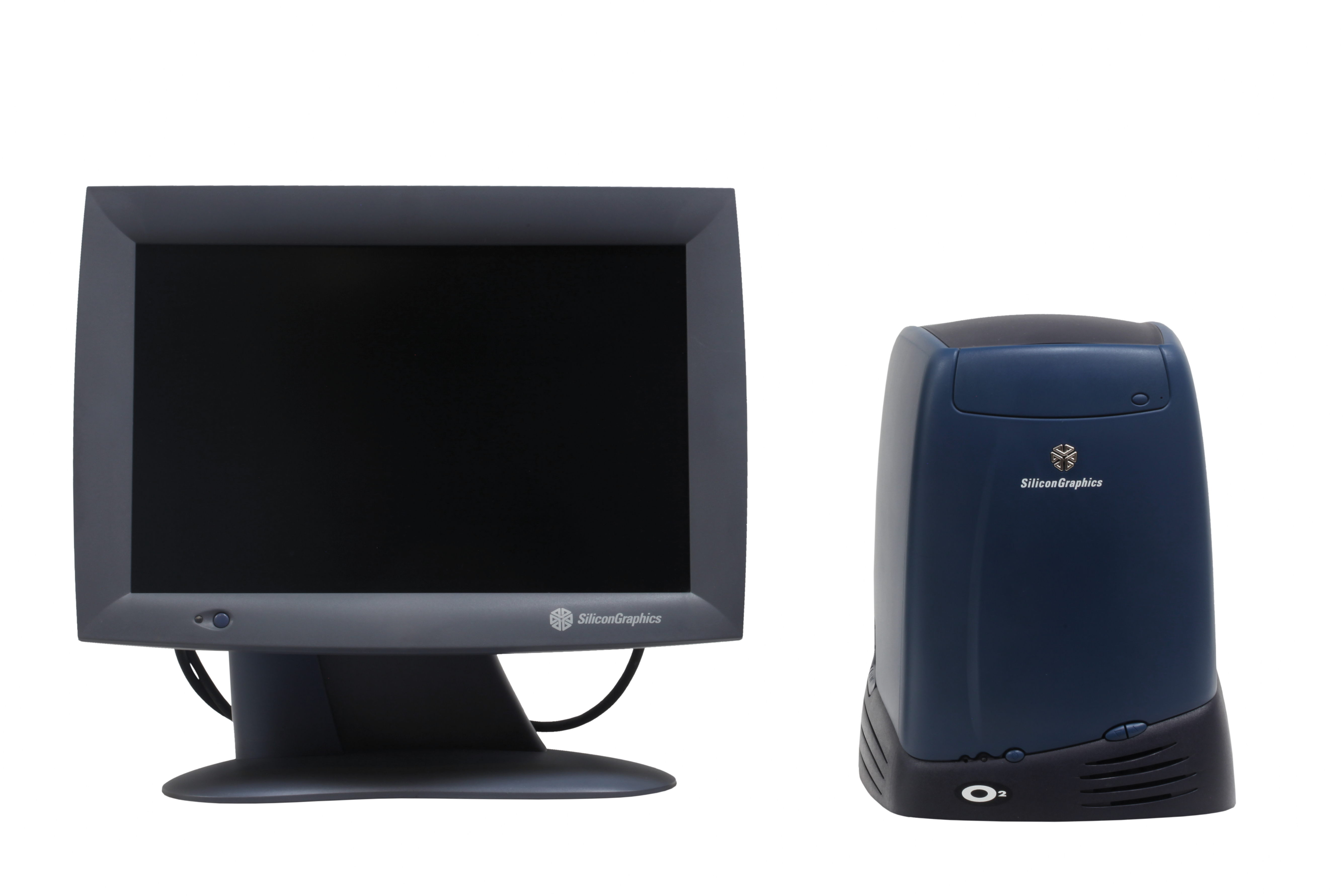
An SGI O2 (1996)

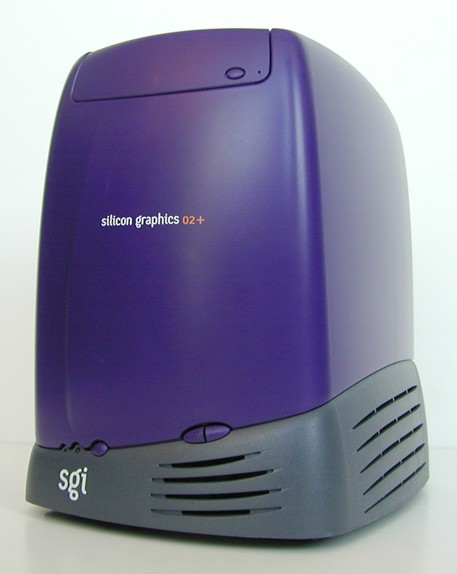
SGI O2+ 워크스테이션

O2는 1996년 실리콘 그래픽스(SGI)가 초기 SGI 인디(Indy) 시리즈를 대체하기 위해 선보인 엔트리 레벨 유닉스 워크스테이션이다. 인디처럼 O2는 싱글 MIPS 마이크로프로세서를 사용했으며 주로 멀티미디어용으로 사용되도록 고안되었다. 더 큰 대응 제품은 SGI 옥테인(SGI Octane)이다. O2는 로우엔드 워크스테이션 부문에서 SGI의 마지막 시도였다.